# Prinses Irenebuurt

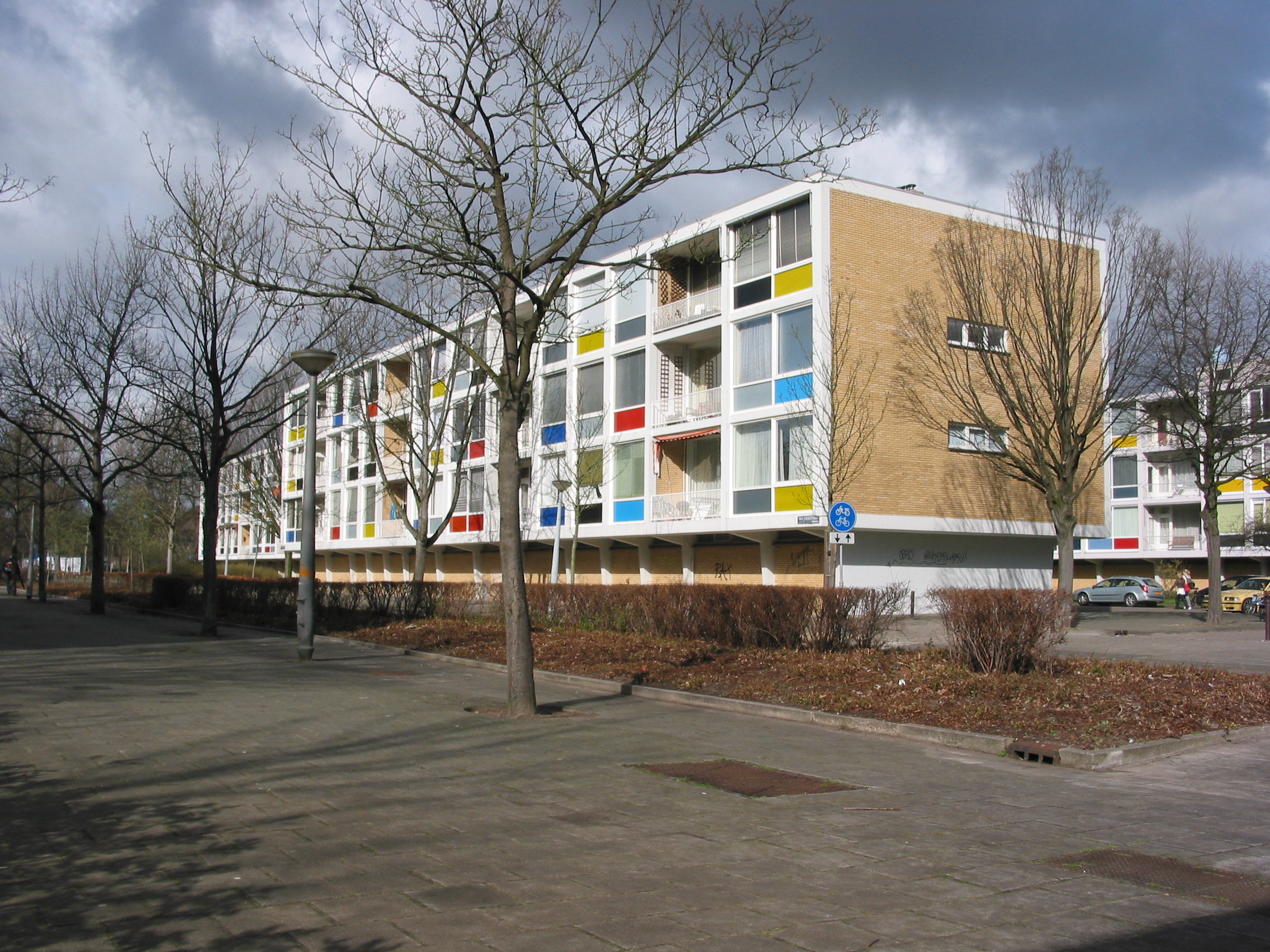
De Warnersblokken, voorbeeld van naoorlogse architectuur aan de Dirk Schäferstraat, gezien vanaf de Fred. Roeskestraat

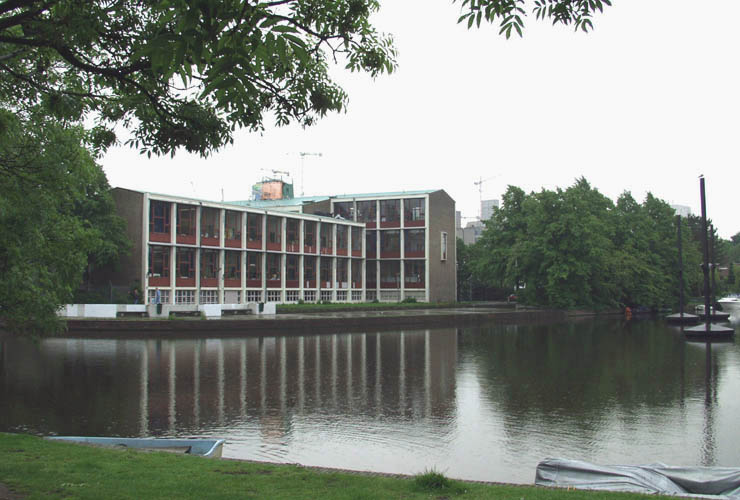
Het Spinoza Lyceum aan de Peter van Anrooystraat, gezien vanaf de Stadionkade

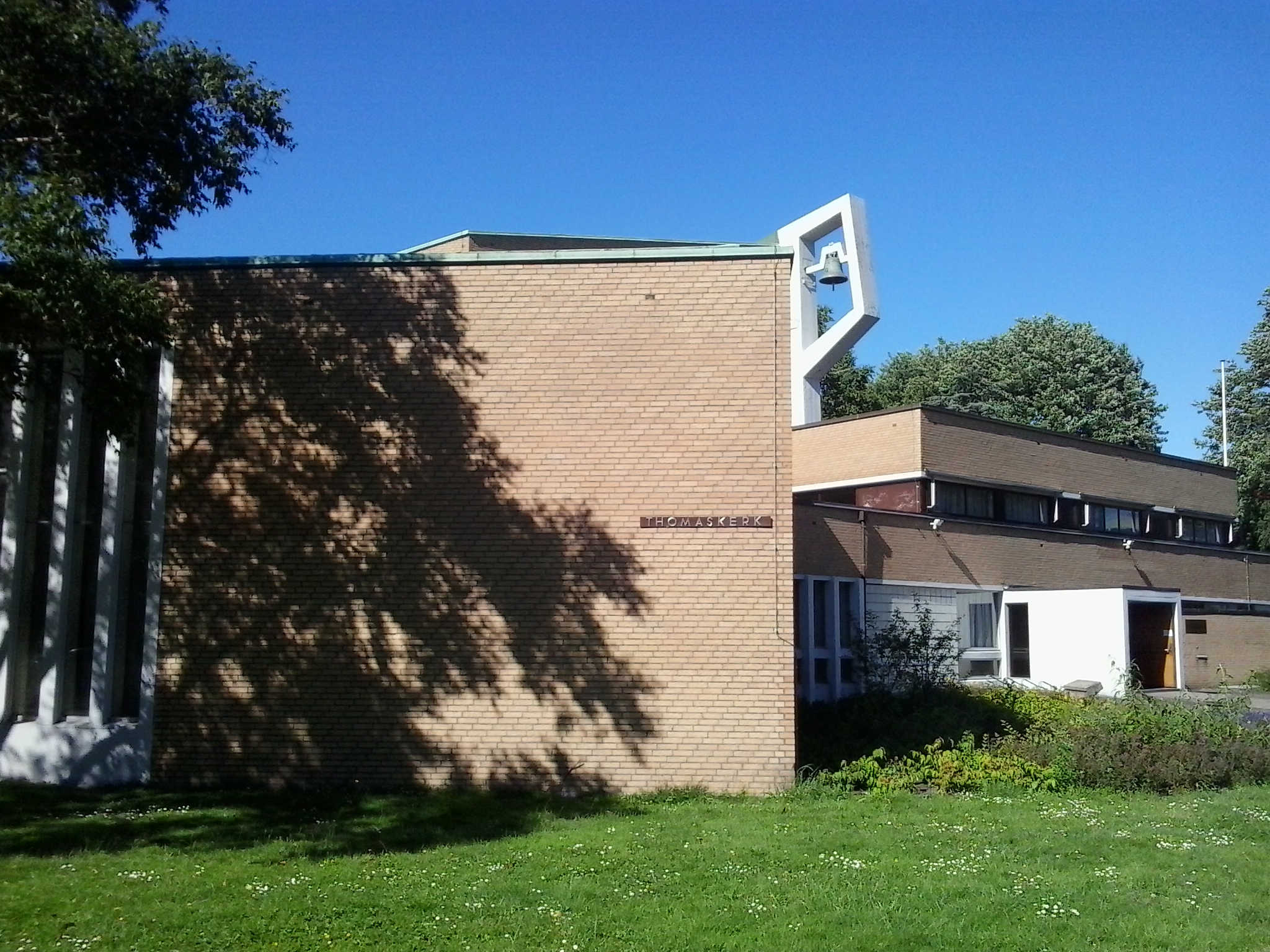
Thomaskerk in Amsterdam-Zuid, gezien vanaf hoek Prinses Margriet/Irenestraat

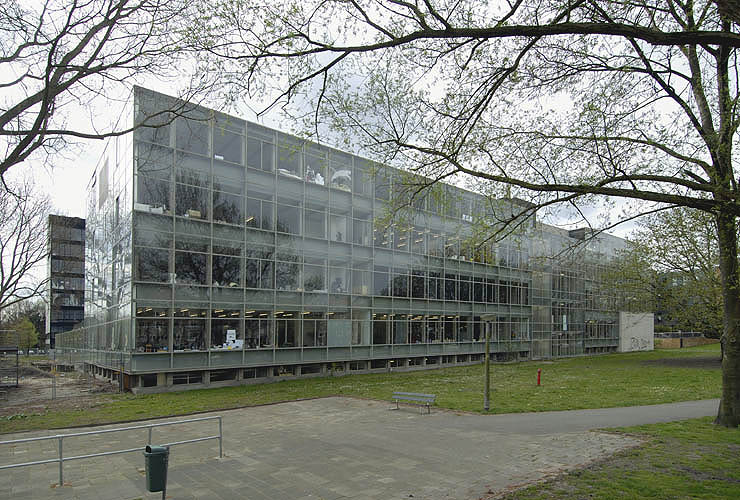
Hoofdgebouw van de Gerrit Rietveld Academie

De Prinses Irenebuurt (officieel: Station-Zuid en omgeving) is een wijk in het stadsdeel Amsterdam-Zuid. De buurt ontleent zijn naam aan de Prinses Irenestraat, die oost-west door deze buurt loopt. Deze straat kreeg zijn naam in 1953 en werd genoemd naar prinses Irene, dochter van de toenmalige koningin Juliana.
De Prinses Irenebuurt wordt aan de noordkant begrensd door het Zuider Amstelkanaal, aan de zuidkant door de Ringweg Zuid (A10 Zuid), aan de oostkant door het Beatrixpark en aan de westkant door de Amstelveenseweg. De buurt wordt doorsneden door de Parnassusweg, Minervalaan en Beethovenstraat (noord-zuid) en door de Prinses Irenestraat en Strawinskylaan (oost-west).

## Geschiedenis
De buurt vormt het zuidelijkste deel van het Plan Zuid uit 1917, maar is nooit in die vorm gerealiseerd. In 1940 werd volgens het inmiddels vastgestelde Algemeen Uitbreidingsplan uit 1934 een nieuw stedenbouwkundig plan vastgesteld, waarbij er volgens de open bebouwingswijze werd gewerkt in plaats van met gesloten bouwblokken.
De buurt werd gebouwd tussen 1954 en 1958. De straatnamen zijn veelal genoemd naar (Nederlandse) componisten (uit recentere tijden) en naar dochters van koningin Juliana.

## Architectuur
In de buurt staan vele bijzondere gebouwen, waaronder de woonblokken van architect Allert Warners aan de Dirk Schäferstraat en Johannes Worpstraat (sinds 2010 rijksmonument).
De Gerrit Rietveld Academie, het Spinoza Lyceum, het Kantongerecht, de Thomaskerk, de Princesseflat en de flatgebouwen Parkhove en Roosenhof, die alle tot de top van het architectonische erfgoed behoren en inmiddels een gemeentelijke monumentenstatus hebben verworven.

## Stadsdelen
Tussen 1998 en 2010 vormde de Prinses Irenebuurt, samen met Buitenveldert en de Rivierenbuurt, het stadsdeel Zuideramstel. Als zodanig heeft het als buurtcombinatie ambtelijk de code W59a.

## Openbaar vervoer

### Tram en bussen
De buurt wordt bediend door GVB, Connexxion en Transdev, die allen bij station Amsterdam Zuid stoppen:
- Tramlijn 5 doorsnijdt de buurt sinds 1978.
- Tramlijn 25 stopt bij de halte Station Amsterdam Zuid.
- Buslijn 15 stopt bij Prinses Irenestraat/Parnassusweg.
- Buslijn 62 stopt bij de halte Station Amsterdam Zuid.

Bij station Amsterdam Zuid stoppen tegenwoordig de volgende bussen van Connexxion en Transdev: 178, 198, 221, 321 en 346.

### Metro en treinen
Het dichtstbijzijnde station is station Amsterdam Zuid waarvan NS treindiensten en de GVB metrolijnen 50, 51 en 52 stoppen.